# 福井鉄道鯖浦線
鯖浦線（せいほせん）は、かつて福井県鯖江市の水落駅と同県丹生郡織田町（現・越前町）の織田駅を結んでいた、福井鉄道の鉄道路線である。正式な読み方は「せいほせん」であるが「さばうらせん」とも呼ばれた。また、当初の起点は日本国有鉄道北陸本線（現・ハピラインふくい線）と接続する鯖江駅であった。

## 路線データ
- 路線距離（営業キロ）
  - 水落駅 - 織田駅間 17.4 km
  - 鯖江駅 - 水落信号所駅間 2.4 km
- 軌間：1067 mm
- 駅数：
  - 11駅（水落駅 - 織田駅）
  - 3駅（鯖江駅 - 南水落駅）
- 複線区間：なし（全線単線）
- 電化区間：全線（直流600 V）

## 歴史

### 概要
当初、鯖浦電気鉄道の路線として、1926年（大正15年）に開業した。その後、1945年（昭和20年）に福武電気鉄道と合併し、福井鉄道の一路線となった。
鯖江から越前海岸の四ヶ浦（旧越前町）までを、海岸沿いではなく山岳路線として岬の高台（現在の四ヶ浦小学校あたり）まで敷設する構想になっていたが、険しい地形である上に、土地の町長すらなかなかなり手がなく、経済的援助となる有志も現れずといった状況で地元の協力が得られずに交渉が難渋。そうこうしているうちに昭和恐慌の影響を受けて路線を延長できず、鯖江から織田までは鉄道路線、織田から越前海岸、厨まではバス路線として定着していった。路線延長こそならなかったものの沿岸に有数の海水浴場を控えていたこともあって経営状態はさほど悪くなく鯖浦電鉄出資による四ヶ浦遊園地も作られた。
戦後も比較的好況を呈すものの、今度はモータリゼーションが波及し、1960年代前半の北陸本線（現・ハピラインふくい線）福井駅 - 敦賀駅間複線電化に先立つ鯖江駅拡張に伴い1962年（昭和37年）に鯖江駅 - 水落信号所間が廃止されたのを皮切りに、1973年（昭和48年）までに全線が廃止された。これには海岸線へのアクセスには普通しか止まらない鯖江よりも福井、武生といった特急、急行が停車する国鉄駅から直通バスで行った方が便利であるため、周辺各村落を蛇行して廻る形になる鉄道線が敬遠された側面もある。鯖江 - 水落間が廃止されてからはその傾向が一層強まった。

### 年表
- 1922年（大正11年）10月16日：鉄道免許状下付（今立郡鯖江村-丹生郡織田村間）[3]。発起人総代の発起人総代西島佐吉はのちに三国芦原電鉄常務取締役、鯖浦電気鉄道相談役となる[4]。
- 1923年（大正12年）6月14日 鯖浦電気鉄道設立（社長福島文右衛門）[5][6]。
- 1926年（大正15年）10月1日：東鯖江駅 - 佐々生駅間が開業[7][8]。
- 1928年（昭和3年）11月8日：佐々生駅 - 織田駅間が開業[7][9]。
- 1929年（昭和4年）4月1日：鯖江駅 - 東鯖江駅間が開業[7]。
- 1945年（昭和20年）8月1日：福武電気鉄道と合併し、福井鉄道の路線となる[7][10]。
- 1947年（昭和22年）：水落信号所開設[11]。
- 1948年（昭和23年）1月1日：矢倉駅開業。
- 1959年（昭和34年）7月20日：鯖浦線の水落駅を南水落駅に改称、福武線水落駅を移転[12][11]して水落信号所から福武線水落駅までの連絡線開業[11]。福武線と鯖浦線との直通運転を開始[7]。
- 1962年（昭和37年）1月25日：国鉄鯖江駅の同年6月の北陸本線複線化に先駆けた整備対応のため、鯖江駅 - 水落信号所間が廃止[7][13][14]。
- 1972年（昭和47年）10月12日：西田中駅 - 織田駅間が廃止[15][16]。
- 1973年（昭和48年）9月29日：水落駅 - 西田中駅間が廃止となり[15]、全線が廃止[16][17]。

## 駅一覧
駅名および所在地は廃止時点のもの。全駅福井県に所在。

### 1962年廃止区間
この区間は全駅とも鯖江市に所在。
| 駅名       | 駅間キロ | 営業キロ | 接続路線                           |
| ---------- | -------- | -------- | ---------------------------------- |
| 鯖江駅     | -        | 0.0      | 国鉄：北陸本線                     |
| 東鯖江駅   | 0.4      | 0.4      |                                    |
| 南水落駅   | 1.7      | 2.1      |                                    |
| 水落信号所 | 0.3      | 2.4      | 福井鉄道：鯖浦線（水落・織田方面） |

### 1973年・1972年廃止区間
| 駅名       | 駅間キロ | 営業キロ | 接続路線         | 所在地 | 所在地 |
| ---------- | -------- | -------- | ---------------- | ------ | ------ |
| 水落駅     | -        | 0.0      | 福井鉄道：福武線 | 鯖江市 | 鯖江市 |
| 水落信号所 | 0.3      | 0.3      |                  | 鯖江市 | 鯖江市 |
| 越前平井駅 | 1.5      | 1.8      |                  | 鯖江市 | 鯖江市 |
| 川去駅     | 1.7      | 3.5      |                  | 鯖江市 | 鯖江市 |
| 西田中駅   | 1.9      | 5.4      |                  | 丹生郡 | 朝日町 |
| 佐々生駅   | 2.4      | 7.5      |                  | 丹生郡 | 朝日町 |
| 陶の谷駅   | 2.0      | 9.8      |                  | 丹生郡 | 宮崎村 |
| 樫津駅     | 2.6      | 12.4     |                  | 丹生郡 | 宮崎村 |
| 下江波駅   | 1.2      | 13.6     |                  | 丹生郡 | 宮崎村 |
| 江波駅     | 0.9      | 14.5     |                  | 丹生郡 | 宮崎村 |
| 矢倉駅     | 1.6      | 16.1     |                  | 丹生郡 | 織田町 |
| 織田駅     | 1.3      | 17.4     |                  | 丹生郡 | 織田町 |

- 最盛期の運行状況は水落 - 西田中間は30分間隔、西田中 - 織田間は60分間隔、織田 - 厨間連絡バスは数十分ずらしての60分間隔であった。

## 輸送・収支実績

### 鯖浦電気鉄道時代
| 年度 | 乗客（人） | 貨物量（トン） | 営業収入（円） | 営業費（円） | 益金（円） | その他損金（円） | 支払利子（円） | 政府補助金（円） |
| ---- | ---------- | -------------- | -------------- | ------------ | ---------- | ---------------- | -------------- | ---------------- |
| 1926 | 55,171     | 1,086          | 8,046          | 31,290       | ▲ 23,244   | 雑損88           | 6,516          |                  |
| 1927 | 241,578    | 8,894          | 43,510         | 86,969       | ▲ 43,459   | 雑損5,311        | 35,923         | 68,044           |
| 1928 | 272,398    | 13,395         | 54,220         | 73,084       | ▲ 18,864   | 雑損1,059        | 35,042         | 56,896           |
| 1929 | 378,816    | 14,802         | 95,845         | 105,095      | ▲ 9,250    | 雑損1,130        | 47,263         | 91,319           |
| 1930 | 337,987    | 13,871         | 85,109         | 95,746       | ▲ 10,637   | 雑損762          | 39,011         | 86,711           |
| 1931 | 298,933    | 11,949         | 78,352         | 83,898       | ▲ 5,546    | 雑損37           | 36,808         | 77,353           |
| 1932 | 278,544    | 10,811         | 73,541         | 85,169       | ▲ 11,628   | 雑損2,620        | 39,213         | 85,982           |
| 1933 | 333,907    | 12,224         | 85,522         | 91,844       | ▲ 6,322    | 雑損2,904        | 34,918         | 94,064           |
| 1934 | 369,641    | 15,650         | 93,991         | 88,603       | 5,388      | 雑損38,122       | 28,847         | 94,380           |
| 1935 | 381,314    | 14,788         | 95,021         | 88,919       | 6,102      | 雑損償却金48,100 | 23,473         | 94,407           |
| 1936 | 394,205    | 15,766         | 100,249        | 90,576       | 9,673      | 雑損償却金49,524 | 16,747         | 78,265           |
| 1937 | 437,367    | 17,992         | 110,703        | 94,110       | 16,593     | 雑損償却金31,513 | 12,799         | 35,673           |
| 1939 | 601,056    | 24,625         | 140,097        | 112,860      | 27,237     | 償却金42,907     | 9,522          | 25,190           |
|      |            |                |                |              |            |                  |                |                  |
| 1945 | 1,357,860  | 23,570         |                |              |            |                  |                |                  |

- 鉄道統計資料、鉄道統計、国有鉄道陸運統計各年度版

### 福井鉄道鯖浦線時代
| 年度 | 乗車人員（人） | 降車人員（人） | 発送貨物（トン） | 到着貨物（トン） |
| ---- | -------------- | -------------- | ---------------- | ---------------- |
| 1948 | 2,835,630      | 2,835,630      | 38,954           | 38,954           |
| 1949 | 2,071,553      | 2,071,553      |                  |                  |
| 1950 | 1,926,015      | 1,926,015      | 16,044           | 10,480           |
| 1951 | 2,212,924      | 2,212,924      | 9,409            | 19,325           |
| 1952 | 2,051,825      | 2,051,825      | 31,316           | 15,508           |
| 1953 | 1,674,896      | 1,674,896      | 23,654           | 23,654           |
| 1954 | 1,670,899      | 1,670,899      | 20,107           | 20,107           |
| 1955 | 1,650,813      | 1,650,813      | 21,767           | 21,767           |
| 1956 | 1,620,786      | 1,620,786      | 12,157           | 12,273           |
| 1957 | 1,597,021      | 1,597,021      | 29,521           | 29,521           |
| 1958 | 1,608,791      | 1,608,791      | 24,688           | 24,688           |
| 1959 | 1,642,456      | 1,642,456      | 25,395           | 25,395           |
| 1960 | 1,699,896      | 1,699,896      | 24,614           | 24,614           |
| 1961 | 1,756,704      | 1,756,704      | 24,333           | 24,333           |
| 1962 | 1,747,363      | 1,747,363      | 11,355           | 11,355           |
| 1963 | 1,910,539      | 1,910,539      | 11,817           | 11,817           |
| 1964 | 2,395,110      | 2,395,110      | 24,976           | 24,976           |
| 1965 | 1,921,329      | 1,921,329      | 24,430           | 24,430           |
| 1966 | 1,918,437      | 1,918,437      | 20,267           | 20,267           |
| 1967 | 1,772,677      | 1,772,677      | 9,523            | 9,523            |
| 1968 | 2,034,587      | 2,034,587      | 5,767            | 10,742           |
| 1969 | 1,449,443      | 1,457,085      | 3,602            | 3,237            |
| 1970 | 1,304,098      | 1,320,472      |                  |                  |
| 1971 | 1,137,943      | 1,137,943      |                  |                  |
| 1972 | 631,742        | 631,742        |                  |                  |
| 1973 | 198,688        | 198,688        |                  |                  |

- 福井県統計書、福井県統計年鑑福井県統計年鑑デジタルアーカイブ

## 車両
鯖浦線では鯖浦電気鉄道時代からの単行車両が運行されており、福武線の車両が乗り入れていた。これら路線独自の車両は、鯖浦線廃止後はほぼ廃車となったが、一部車両は福武線に転属している。
1形
1923年に梅鉢鉄工所で製造された木造車両。のちに外装に鋼板が張られ、半鋼製の車両となった。
40形
鯖浦電気鉄道が1928年から1931年にかけて製造した車両で、合併前はデハ10形と称していた。車両のうち、モハ42については1953年に車体更新され、外観および車長が異なっていた（外観は福武線モハ120-1に似ていた）。なお、モハ42は廃線後、車体延長などの改造を受け140形モハ143-1となっている。
50形
鯖浦電気鉄道が1940年に製造した車両
70形
鯖浦電気鉄道が1923年に製造した車両

### 福武線からの乗り入れ車両

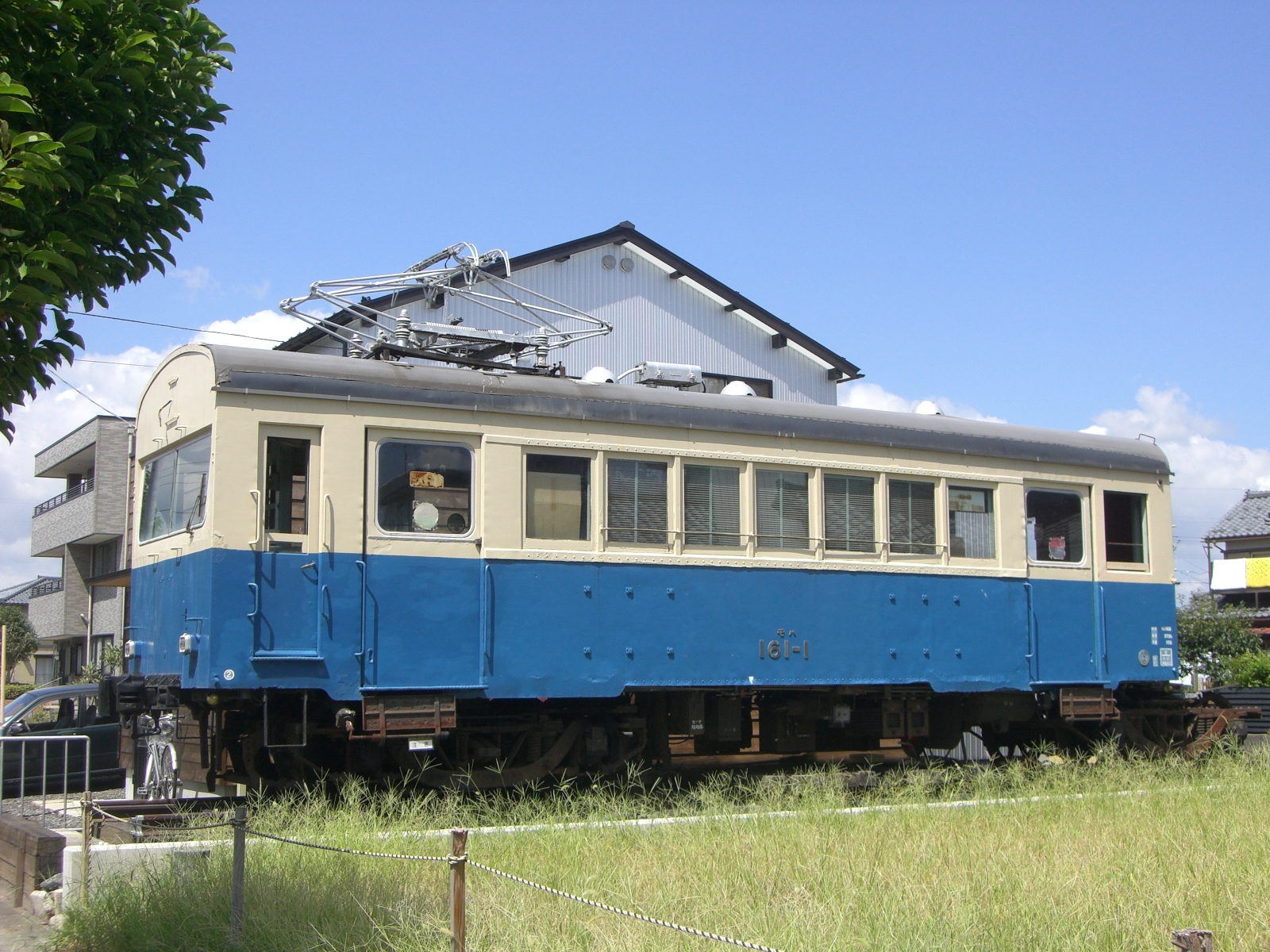
160形

60形
元福井市内線専用デハ20形。のちに2両が連接車160形に改造され、鯖浦線用の車両となった。廃線時のさよなら運転を務めている。
80形
単行時代に乗り入れを行っている。

## 廃線後の状況
路線跡地は、水落駅付近から織田にかけてサイクリングロードとして整備されており、一部の駅跡には当時のプラットホームが残されている。また、現在はかつての路線に並行して、鯖浦線の路線名で福井鉄道のバスが運行されている。ただし、バス路線における鯖浦線の鯖江側の起点はJR北鯖江駅となっている。織田駅跡には今でも「駅前通り」の名があるが駅前ロータリーは切り通しになった。